# Deuxième réforme de l'État belge

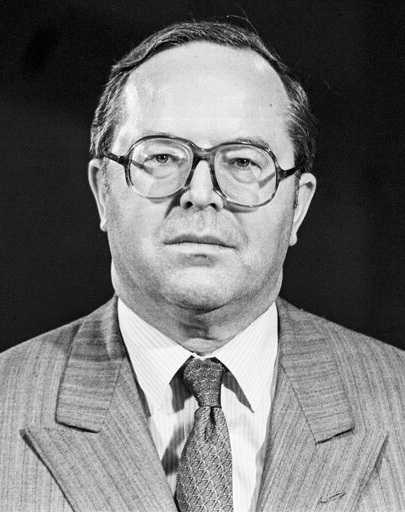
La deuxième réforme de l’État se passe dans un climat politique tendu, voyant notamment se succéder six gouvernements différents en l'espace de deux ans, donc cinq dirigés par Wilfried Martens (image).

La deuxième réforme de l'État belge est le deuxième volet d'une série de réformes de l’État lancées en Belgique à la fin des années 1960, avec, pour toile de fond, la naissance du fédéralisme belge pour tenter d’apporter une solution aux tensions communautaires dans le Royaume, entrainant la fin de l'état-nation unitaire et la transition vers un état fédéral.
Ce deuxième opus entre en vigueur entre l'année 1980 et 1983 après une crise politique conséquente et majeure, qui verra six gouvernements se succéder en moins de deux ans après les élections législatives belges de 1978. 
Cette réforme fait entrer en fonctions les trois communautés linguistiques (francophone, germanophone et néerlandophone) et deux des trois régions administratives (région flamande et région wallonne), l'entrée en vigueur de la troisième, la région de Bruxelles-Capitale, étant postposée à la troisième réforme de l'état belge quelques années plus tard, faute d'un accord entre les différents partis.
C'est lors de cette deuxième réforme que se mettent en place définitivement quatre caractéristiques de l'État fédéral belge : 
- la coexistence des communautés et des régions.
- le principe de l'équipollence des normes entre la loi et les décrets.
- l'octroi d'un pouvoir fiscal aux communautés et aux régions.
- l'asymétrie des institutions : 
  - En Flandre, la région de langue néerlandaise de Belgique coïncidant avec la région flamande, le gouvernement flamand exerce le pouvoir exécutif tant sur les compétences de la communauté flamande que de la région. Le pouvoir législatif est, quant à lui, exercé par le parlement flamand de la même manière.
  - La Wallonie, elle, est divisée entre la région de langue allemande de Belgique et la région de langue française de Belgique. Le gouvernement wallon exerce dès lors le pouvoir exécutif de la région wallonne (et le parlement wallon en exerce son pouvoir législatif). Mais à cela viennent s'ajouter deux gouvernements et parlements communautaires distincts qui n'existent pas coté flamand : le gouvernement de la Communauté française de Belgique pour les wallons francophones (et le parlement de la communauté française de Belgique), ainsi que le gouvernement de la Communauté germanophone de Belgique pour les wallons germanophones (et le parlement de la Communauté germanophone de Belgique).

## Contexte

### Première réforme de l’État
Le premier volet de la réforme de l’État, établit entre 1970 et 1973, créé les communautés culturelles et prévoit les régions mais sans toutefois mettre en place celles-ci de manière concrète et sans que certaines revendications de plus d'autonomie ne soient assouvies. Entre 1971 et 1980, plusieurs tentatives de réformes institutionnelles échouent, en particulier le pacte d'Egmont (1977), qui aurait dû, selon ses concepteurs, achever la réforme de l'État belge. La difficulté principale réside alors dans la concrétisation de l'article 107 de la Constitution belge, en raison de divergences à propos du statut de la future région de Bruxelles-Capitale. En effet, les francophones souhaitent en faire une région à part entière tandis que les néerlandophones souhaitent un modèle de cogestion de la capitale belge.

### Crise politique
Une crise politique majeure balaye la Belgique à la fin des années 1970 après les élections législatives belges de 1978. Six gouvernements vont alors se succéder en l'espace de deux ans :
- le Gouvernement Martens I : 3 avril 1979 - 23 janvier 1980
- le Gouvernement Martens II : 23 janvier 1980 - 18 mai 1980
- le Gouvernement Martens III : 18 mai 1980 - 22 octobre 1980
- le Gouvernement Martens IV : 22 octobre 1980 - 6 avril 1981
- le Gouvernement Mark Eyskens : 6 avril 1981 - 17 décembre 1981
- le 8 novembre 1981 se déroulent de nouvelles élections législatives
- le Gouvernement Martens V : 17 décembre 1981 - 28 novembre 1985

### Revendications
Le troisième gouvernement de Wilfried Martens, une coalition d'union nationale, vote la quatrième série de révisions de la Constitution ainsi que la loi spéciale du 8 août 1980 qui donne la base légale nécessaire au transfert du personnel de l’administration fédérale vers les Communautés et les Régions, les mettant de facto progressivement en place, dix ans après leur création officielle. Cette réforme de l'État bouleversa l'équilibre institutionnel belge. Elle est le fruit des revendications des francophones qui se sentaient lésés puisque les communautés avaient été installées mais pas les régions.

## Contenu

### Communautés
Les communautés culturelles sont transformées et perdent par conséquent leur adjectif « culturel ». La Communauté culturelle allemande devient la Communauté germanophone et la Communauté culturelle néerlandaise devient la Communauté flamande, afin d'insister sur le fait qu'elles ne sont pas tournées vers les États partageant la même langue. Seule la Communauté culturelle française garde l'adectif français et devient la communauté française de Belgique et non la communauté francophone.
Cette deuxième réforme de l'État transfère de nouvelles compétences du niveau fédéral au niveau communautaire :
- La santé
- L'aide aux personnes
- La recherche scientifique appliquée à ces matières.

On ne parle dès lors plus de « communautés culturelles », mais de communautés linguistiques, avec la création de la communauté française de Belgique, de la communauté flamande de Belgique et de la communauté germanophone de Belgique.
Chaque communauté dispose dorénavant de ses propres élus et de son propre gouvernement. En Flandre, les compétences communautaires sont gérées par le gouvernement flamand (et son parlement), tandis qu'en Wallonie sont créés deux gouvernements communautaires distincts : le gouvernement de la Communauté française de Belgique (et son parlement), ainsi que le gouvernement de la Communauté germanophone de Belgique (et son parlement. On parle dès lors d'asymétrie des institutions.

### Fédéral
- Création de la Cour d'arbitrage, chargée de régler les conflits de compétence entre les différents pouvoirs. Elle peut annuler ou suspendre les normes qui violent les règles de répartition des compétences. Pour la première fois en Belgique, des juges peuvent annuler des normes prises par le législateur[4].
- Création du Comité de concertation, chargé de prévenir les conflits d'intérêts entre les différents pouvoirs.
- Les citoyens ne sont plus électeurs à l'âge de 21 ans mais à 18 ans accomplis.

### Régions
Les régions wallonne et flamande sont mises en place mais la dernière transfère l'exercice de l'ensemble de ses compétences à la Communauté flamande. Les régions reçoivent comme compétence l'aménagement du territoire, l'environnement, le logement, la politique de l'emploi, etc. En 1980, les régions reçoivent comme compétence, en tout ou en partie : l'aménagement du territoire, la politique d'urbanisme, la protection de l'environnement, la rénovation rurale, la politique de logement, la gestion de l'eau, la politique économique et industrielle, la politique de l'énergie, la tutelle sur les pouvoirs subordonnés, la politique de l'emploi, la recherche appliquée. Leurs normes ont dorénavant une valeur égale à la loi.
La deuxième réforme de l'État organise également deux des trois régions administratives de Belgique : la région flamande et la région wallonne. Aucun accord n'ayant pu être trouvé à ce stade pour la future région de Bruxelles-Capitale, qui devra attendre la troisième réforme de l’État belge à la fin des années 1980 pour être créée. Elle les dote de différentes compétences : 
- L'aménagement du territoire
- L'économie
- L'emploi
- L'énergie
- L'environnement
- Le logement
- La politique de l'eau
- Les pouvoirs locaux
- La rénovation rurale
- la tutelle sur les pouvoirs subordonnés (provinces et communes)

S'y ajoute la recherche scientifique appliquée à ces matières. Les différent gouvernements et parlement régionaux sont créées pour y exercer respectivement le pouvoir exécutif et le pouvoir législatif à l'échelon régional :
- Le gouvernement flamand et le parlement flamand
- Le gouvernement wallon et le parlement wallon

## Caractéristiques

### Lois spéciales
Cette deuxième réforme de l'État est opérée par trois révisions de la constitution belge (17 et 29 juillet 1980 et 1er juin 1983) et par l'adoption de différentes lois :
- la loi spéciale du 8 août 1980 de réformes institutionnelles[6], qui transfère de nouvelles compétences aux régions et aux communautés, fixe les règles de composition des institutions régionales et communautaires et organise l'exercice des compétences de la région flamande par les institutions de la communauté flamande ;
- la loi ordinaire du 9 août 1980 de réformes institutionnelles, qui organise le système de prévention et de règlement des conflits entre les différentes composantes de l'État ainsi que les mécanismes de financement des entités fédérées ;
- la loi du 28 juin 1983 portant l'organisation, la compétence et le fonctionnement de la cour d'arbitrage.
- la loi du 31 décembre 1983 de réformes institutionnelles pour la communauté germanophone de Belgique.

### Révision constitutionnelle
Différents articles de la Constitution belge sont révisés pour l'occasion. Parmi eux :
- L'article 2
- L'article 134